# Susa Point
Der Susa Point ist eine niedrige und felsige Landspitze an der Nordküste Südgeorgiens. Auf der Ostseite der Thatcher-Halbinsel liegt sie 400 m südlich der Einfahrt zur King Edward Cove und markiert das seewärtige Ende eines kleinen, ost-westlich ausgerichteten Gebirgskamms, der zwei mit Tussockgras bewachsene Ebenen voneinander trennt.
Teilnehmer der Schwedischen Antarktisexpedition (1901–1903) unter der Leitung Otto Nordenskjölds nahmen eine grobe Vermessung vor. Die Benennung erfolgte 1951 im Zuge von Vermessungen durch den Falkland Islands Dependencies Survey. Namensgebend ist das sogenannte SUSA-Gemisch nach Heidenain, bestehend aus Quecksilber(II)-chlorid, Natriumchlorid, Essigsäure, Trichloressigsäure, Formalin und Wasser, das zur Fixierung in der Histologie Verwendung findet.